# 前田憲男
前田 憲男（まえだ のりお、本名：前田 暢人〈まえだ のぶひと〉、1934年12月6日 - 2018年11月25日）は、日本のジャズピアニスト、作曲家、編曲家、指揮者。

## 略歴
大阪府出身。小学校教師であった父より、幼少より読譜を学ぶ。大阪府立桜塚高等学校卒業と同時に、プロのジャズピアニストとして活動を開始。ピアノ・指揮法とも独学で習得する。1955年に上京、名門ジャズバンド「西條孝之介とウエスト・ライナーズ」などのメンバーとして活躍。以後、様々なバンドに参加する一方、数多くのテレビ番組のテーマ音楽を手がける。特に、テレビ番組で共演し、共に昭和9年生まれの芸能人の会「昭和九年会」のメンバーでもある大橋巨泉とは親交も深く、巨泉が出演した番組のテーマ音楽の大半を手がけている。またビッグバンド向けのアレンジも数多く手がけるほか、東京フィルハーモニー交響楽団のポップス部門音楽監督として、編曲・指揮を担当していた。
晩年は荒川康男(B)・猪俣猛(Drs) とのピアノトリオ「WE3」の他、ビッグコンボ「前田憲男とウインド・ブレーカーズ」を中心に活動していた。以前はこれに加えて佐藤允彦・羽田健太郎とのユニット「トリプルピアノ」でも活動していたが、メンバーの1人である羽田の死去により、2008年4月4日のサントリーホールでの公演を最後に活動を終了している。また、独学で取得した独自の音楽理論を持つ事で知られており、2003年からは大阪芸術大学音楽学科教授を務めていた。
1970年にはTBS系列以外のフジテレビ・日本テレビ・NETテレビ→全国朝日放送・東京12チャンネル→テレビ東京が「打倒!レコード大賞」を合言葉に創設した、日本歌謡大賞のテーマソング『日本歌謡大賞讃歌』の編曲やテレビ朝日系『題名のない音楽会』やフジテレビ系『シオノギ・ミュージックフェア』などあらゆる音楽番組でも活躍していた。
1981年に東京音楽祭「最優秀編曲賞」、1983年に第20回日本レコード大賞「最優秀編曲賞」・ジャズ界の最高位に価する「南里文雄賞」、2008年にレコード大賞「功労賞」、2015年に第6回岩谷時子賞・特別賞を受賞。
晩年までライブを中心に音楽活動を続けてきたが、2018年11月25日20時13分（JST）、肺炎のため東京都内の病院で死去。83歳没。訃報は2日後の同月27日に所属事務所により発表された。

## エピソード
- 漫画やアニメを愛好しており、学生時代は漫画家を目指していたこともある[2]。
- 同姓同名の写真家がいるが、別人である（お互いに親交があるらしい）[7]。
- 前述の大橋巨泉とはテレビで共演する前から顔見知りで、巨泉が司会をしていたライブ会場に前田のバンドが出演していたこともあった[2]。

## 主な作品

### テレビ番組
- 11PM（日本テレビ：金曜日音楽コーナー担当）[4]
- TBS歌のグランプリ（TBS：テーマ曲・編曲担当）
- サウンド・イン"S"（TBS：監修・出演）
- クイズ面白ゼミナール（NHK：テーマ曲および番組内音楽）
- 巨泉・前武ゲバゲバ90分!（日本テレビ：番組内音楽）
- オシャレ30・30（日本テレビ：テーマ曲）
- 世界まるごとHOWマッチ（毎日放送：テーマ曲。一度ゲスト解答者として出演したことがある）
- ギミア・ぶれいく（TBS：テーマ曲）
- ミュージックフェア（フジテレビ：音楽・編曲担当）[1]
- 象印クイズ ヒントでピント（テレビ朝日：テーマ曲。当時、自身が所有していた大型シンセサイザー「ROLAND SYSTEM-700」で製作）
- ザ・テレビ演芸（テレビ朝日：テーマ曲）
- ワールドクイズ・カンカンガク学（日本テレビ：2代目テーマ曲）
- ニュースステーション（テレビ朝日：2代目テーマ曲）
- ミュージックステーション（テレビ朝日：初代テーマ曲）
- ナイトライン（テレビ朝日：テーマ曲）
- スターウルフ（読売テレビ、日本テレビ系SFドラマ　1978年：主題歌編曲・劇中音楽）
- クイズタイムショック（テレビ朝日　2代目生島ヒロシ版：テーマ曲）
- 題名のない音楽会[1]

### アニメ
- ルパン三世 パイロットフィルム
- クラッシャージョウ（劇場版）
- リカちゃん ふしぎな不思議なユーニア物語
- 笑ゥせぇるすまんNEW（2017年：エンディングテーマ「ドーン!やられちゃった節」作曲・編曲）歌唱：高田純次、作詞：マイクスギヤマ

### 楽曲
- さいはての湖（1966年、歌唱：日野てる子、編曲）
- 別れの朝（1971年、歌唱:ペドロ&カプリシャス、編曲）
- 尾崎紀世彦ファースト・アルバム（1971年、歌唱：尾崎紀世彦、編曲）
- KIEYO'72/尾崎紀世彦アルバムNo.5（1972年、歌唱：尾崎紀世彦、編曲）
- マイ・ウェイ（1972年、歌唱：尾崎紀世彦、編曲）
- ゴッドファーザー〜愛のテーマ（1972年、歌唱：尾崎紀世彦、編曲）
- 女心のタンゴ（1973年、歌唱：研ナオコ、編曲）
- さよならの世界（1974年、歌唱：上條恒彦、編曲）
- 星の王子さま（1975年、歌唱：尾崎紀世彦、編曲）
- 千羽鶴（1975年、歌唱：チェリッシュ、編曲）
- 明日という日に…（1976年、歌唱：西城秀樹、作曲）
- 五月のバラ（1977年、歌唱：塚田三喜夫、編曲）
- Mr.サマータイム（1978年、歌唱：サーカス、編曲）
- 四季・奈津子（1980年、歌唱：チェリッシュ、編曲）
- 強がり（1981年、歌唱：伊東ゆかり、編曲）[8]
- おはよう24時間（1982年、歌唱：水谷良重、編曲）
- 冬のリヴィエラ（1982年、歌唱：森進一、編曲）
- ナイトゲーム (西城秀樹の曲)（1983年、歌唱：西城秀樹、編曲）
- 熱き心に（1985年、歌唱：小林旭、ストリングスアレンジ）
- サマー・ラブ（1987年、歌唱：尾崎紀世彦、編曲：井上大輔・前田憲男）
- 愛は限りなく（1992年、歌唱：伊東ゆかり、編曲）

### ライブ・コンサート
- 尾崎紀世彦
  - KIEYO in PERSON 尾崎紀世彦オン・ステージ（1972年、編曲）
  - in person KIEYO/尾崎紀世彦“ライブ”（1972年、編曲）
  - 尾崎紀世彦VS前田憲男 Swing in the Night「THE MEN」（1999年 - 2003年）ほか
- 西城秀樹
  - HIDEKI LIVE'76 (1976年、編曲)
  - BIG GAME'79 HIDEKI (1979年、編曲)
  - BIG GAME'80 HIDEKI (1980年、編曲)
  - '80 HIDEKI SAIJO RECITAL (1980年、編曲)
  - BIG GAME'81 HIDEKI (1981年、編曲)
  - HIDEKI MY LOVE Hideki Saijo IN BUDOKAN (1981年、編曲)
  - HIDEKI RECITAL - 秋ドラマチック (1982年、編曲)
  - BIG GAME'83 HIDEKI FINAL IN STADIUM CONCERT (1983年、編曲)
  - '85 HIDEKI Special in Budokan - for 50 songs - (1985年、編曲)

### 団体歌・CMソング・その他
- NETマーチ（1974年、作曲）[9]
- 明星カップリーナの唄（明星食品カップリーナ：CMソング、1974年、作曲・編曲）歌唱：尾崎紀世彦
- 十王町民の歌（1980年代前半、作曲）[10] 歌唱：尾崎紀世彦
- 十王音頭（1980年代前半、作曲：猪俣猛・前田憲男）歌唱：尾崎紀世彦
- NTT社歌（1985年、作曲）
- Gradius in Classic I（1993年： ACT I編曲）

## 著書
- 『作曲入門 だれにもできる前田式テクニック』1972　サンポウブックス
- 『前田憲男の作曲術入門』ドレミ楽譜出版社　1983　ドレミ・ブックス